# Оранжев листонос
Оранжевият листонос (Rhinonicteris aurantia) е вид бозайник от семейство Hipposideridae.

## Разпространение и местообитание
Разпространен е в Австралия.